# Elikia Mbinga
Elikia Joël Mbinga (8 marzo 2001) è un calciatore olandese, centrocampista del VVOG.

## Caratteristiche tecniche
È un centrocampista offensivo.

## Carriera

### Club
Cresciuto nel settore giovanile dell'Ajax, a 17 anni viene prelevato del PEC Zwolle, ed esordisce in prima squadra l'11 settembre 2021 subentrando ad Eliano Reijnders in occasione dell'incontro di Eredivisie perso per 2-0 contro l'Ajax. Il 2 gennaio 2023 viene ceduto, a titolo gratuito, al VVOG in Derde Divisie.

## Statistiche

### Presenze e reti nei club
Statistiche aggiornate al 5 febbraio 2022.
| Stagione        | Squadra         | Campionato      | Campionato | Campionato | Coppe nazionali | Coppe nazionali | Coppe nazionali | Coppe continentali | Coppe continentali | Coppe continentali | Altre coppe | Altre coppe | Altre coppe | Totale | Totale | Totale |
| Stagione        | Squadra         | Comp            | Pres       | Reti       | Comp            | Pres            | Reti            | Comp               | Pres               | Reti               | Comp        | Pres        | Reti        | Pres   | Reti   |        |
| --------------- | --------------- | --------------- | ---------- | ---------- | --------------- | --------------- | --------------- | ------------------ | ------------------ | ------------------ | ----------- | ----------- | ----------- | ------ | ------ | ------ |
| 2021-2022       | PEC Zwolle      | ED              | 5          | 0          | CO              | 1               | 0               | -                  | -                  | -                  | -           | -           | -           | 6      | 0      |        |
| Totale carriera | Totale carriera | Totale carriera | 5          | 0          |                 | 1               | 0               |                    | -                  | -                  |             | -           | -           | 6      | 0      |        |